# Partido Trabalhista de Antígua
o Partido Trabalhista de Antígua (em inglês: Antigua Labour Party, ALP) é um partido político de Antígua e Barbuda.

## História
Nas eleições de 1994, o líder do partido, Lester Bird, é eleito primeiro-ministro do país.
Já no pleito de 2004 conquista 4 dos 17 assentos do Parlamento. E em 2009 há melhora, com a conquista de 7 assentos.

## Resultados eleitorais

### Eleições legislativas
| Data | Votos  | %         | Deputados | +/- | Status   |
| ---- | ------ | --------- | --------- | --- | -------- |
| 1951 | 4 182  | 87,4 (#1) | 8 / 8     |     | Governo  |
| 1956 | 5 509  | 86,7 (#1) | 8 / 8     | =   | Governo  |
| 1960 | 2 128  | 85,0 (#1) | 10 / 10   | 2   | Governo  |
| 1965 | 7 275  | 78,9 (#1) | 10 / 10   | =   | Governo  |
| 1971 | 6 409  | 37,9 (#2) | 4 / 17    | 6   | Oposição |
| 1976 | 12 056 | 49,0 (#2) | 11 / 17   | 7   | Governo  |
| 1980 | 12 794 | 58,0 (#1) | 13 / 17   | 2   | Governo  |
| 1984 | 12 972 | 67,9 (#1) | 16 / 17   | 3   | Governo  |
| 1989 | 14 207 | 63,9 (#1) | 15 / 17   | 1   | Governo  |
| 1994 | 14 763 | 54,4 (#1) | 11 / 17   | 4   | Governo  |
| 1999 | 17 521 | 52,6 (#1) | 12 / 17   | 1   | Governo  |
| 2004 | 16 534 | 41,9 (#2) | 4 / 17    | 8   | Oposição |
| 2009 | 19 657 | 46,9 (#2) | 7 / 17    | 3   | Oposição |
| 2014 | 24 212 | 56,5 (#1) | 14 / 17   | 7   | Governo  |